# Li-Fi

Logo

Li-Fi (zkratka pro Light Fidelity, psáno též jako Lifi) je bezdrátová komunikační technologie, která využívá světlo k vysokorychlostnímu přenosu dat, a to rychlostí teoreticky až 224 Gb/s.
Tato technologie byla poprvé představena v roce 2011 Haraldem Haasem během přednášky na konferenci TEDGlobal v Edinburghu.
Od roku 2023 je Li-Fi standardizována jako IEEE 802.11bb a nachází se ve stejné standardizační sadě jako Wi-Fi. Na rozdíl od Wi-Fi však nevyužívá radiofrekvenčních vln k přenosu dat a není tedy náchylná na elektromagnetické rušení. Využití světelného spektra umožňuje Li-Fi rychlejší bezdrátovou komunikaci s bezkonkurenčním zabezpečením ve srovnání s běžnými technologiemi jako jsou právě Wi-Fi nebo 5G.

## Charakteristika
Li-Fi využívá viditelné spektrum elektromagnetického záření pro přenos binárních dat. Binární data se dají jednoduše interpretovat stavy zapnuto/vypnuto (svítí/nesvítí). Pro lidské oko jsou však tyto změny nepozorovatelné, jelikož spínání probíhá s vysokou frekvencí. V současnosti je jediným použitelným médiem pro Li-Fi LED, která produkuje světlo ve viditelném spektru, a navíc je uzpůsobena vysokofrekvenčnímu spínání (na rozdíl od klasických halogenových žárovek, kde by došlo k prasknutí wolframového vlákna). V zásadě funguje Li-Fi i jako zdroj světla.
Na vysílacím konci se nachází LED s vysokofrekvenčním zesilovačem a na přijímacím konci foto detektor. V místnosti může být i sluneční světlo – modulované světlo z LED diody je stále detekovatelné. Foto detektor nepotřebuje přímou viditelnost na LED diodu, protože může zachycovat světelné signály odražené od jiných povrchů.

## Využití
Li-Fi má pouze vhodně doplnit Wi-Fi, ne ji nahradit. Vhodná je v prostředích, kde rádiové vlny mohou rušit různá zařízení (například v nemocnicích či letadlech) nebo tam, kam rádiové vlny nedosáhnou nebo jsou slabé (v podzemí, pod vodou).
Jelikož funguje na bázi vysílání světla, je bezpečnější než rádiové vlny, neboť signál neprochází stěnami. Je tedy vhodná i pro prostředí, které vyžadují vysokou bezpečnost (jako finanční nebo vládní instituce).
Při použití v interiéru by Li-Fi bylo možné využít i pro navigaci. Pokud by byly LED diody instalovány v každé místnosti a chodbě v budově, bylo by možné pomocí Li-Fi určit polohu uživatele s přesností na 3 centimetry.